# Pauli Ellefsen
Joen Pauli Højgaard Ellefsen (20 d'abril de 1936 - 24 d'agost de 2012) va ser un polític conservador feroès, membre del Pariti Unionista. Va ser primer ministre de les illes Fèroe de 1981 a 1985.
Nascut a Miðvági, era fill de Sofia (nascuda Højgaard), de Rituvík, i de Joen Elias Ellefsen, de Miðvágur. Es va casar amb Henni Egholm (nascuda Rasmussen). El matrimoni vivia a Hoyvík.
Ellefsen va treballar de pescador de 1954 a 1956. Després, va treballar com a tècnic en telecomunicacions i va participar en una escola de comerç. El 1969, va exercir d'agrimensor del govern.
Va ser escollit diputat del Løgting per primer cop el 1974. De 1974 a 1990 va presidir el Partit Unionista, amb el que va predicar l'enfortiment dels lligams entre les Illes Fèroe i Dinamarca. De 1977 a 1987 i de 1988 a 1990, va representar les Illes Fèroe al Folketing danès. De 1975 a 1976 i el 1979 va representar l'arxipèlag al Consell Nòrdic.